# Wreckx-N-Effect
Wreckx-N-Effect est un groupe de new jack swing américain, originaire de Harlem, dans l'État de New York. Il est formé par Teddy Riley en 1988. 

## Biographie
Le groupe, originellement composé des adolescents Aqil « A-Plus » Davidson, Keith « K.C. » Hanns, Brandon Mitchell et Markell Riley, est formé en 1987 sous le nom de Wrecks-N-Effect. Leur première sortie, un EP homonyme de six titres publié par le label Atlantic Records, inclut les singles Go For What You Know, et Let's Do It Again (qui reprend le titre des Staple Singers). À la période durant laquelle le groupe publie son premier album homonyme le 1er septembre 1989, K.C. part et laisse un trio derrière lui. Wrecks-n-Effect est produit par l'auteur-interprète et producteur Teddy Riley (frère de Markell Riley), et le rappeur et producteur Redhead Kingpin ; l'album atteint la 16e place des Top R&B/Hip-Hop Albums, et la 103e du Billboard 200. Les singles Juicy et New Jack Swing sont publiés, New Jack Swing atteignant la première place du Billboard Rap. Le titre New Jack Swing apparaît également dans le jeu vidéo Grand Theft Auto: San Andreas publié en 2004, sur la radio fictive CSR 103.9. Mitchell est tué peu après la publication de l'album en 1990.
Le groupe, désormais un duo composé d'Aqil Davison et de Markell Riley, change d'appellation de Wrecks-N-Effect pour Wreckx-N-Effect (le X symbolisant la perte de Mitchell). Dans les années qui suivent, Aqil Davidson participe à plusieurs productions et remixes de Teddy Riley comme les titres She Drives Me Wild de Michael Jackson, So You Like What You See de Samuelle, D-O-G Me Out de Guy, et Is It Good to You de Tammy Lucas. Le groupe revient sur la scène en publiant Hard or Smooth en 1992 au label MCA Records. Hard or Smooth fait mieux que leur premier album, se vendant à près de deux millions d'exemplaires, et atteignant la neuvième place du Billboard 200, et la sixième place des Top R&B/Hip-Hop Albums. Le succès de l'album popularise le single désormais multi-disque de platine Rump Shaker.
Wreckx-n-Effect publie son troisième album, Rap's New Generation, le 24 septembre 1996 avec du retard, mais n'est pas bien accueilli, ni même soutenu, par leur label MCA, qui a un différend interne entre les frères Riley et Davidson. L'album atteint la 38e place des Hot Rap Singles. Peu après, le groupe se sépare.
En 2003, Aqil Davidson lance le label indépendant Control Records ; il continue à jouer sous le nom d'Empra. Aqil Davidson et Markell Riley se réunissent de nouveau en 2015 pour former le groupe, prévoyant une tournée et un nouvel album.

## Discographie

### Albums studio
- 1991 : Wrecks-N-Effect
- 1992 : Hard or Smooth
- 1996 : Raps New Generation

### Singles
- 1988 : Wrecks-N-Effect
- 1988 : Go For What U Know
- 1988 : Let's Do It Again
- 1989 : Juicy
- 1989 : Club Head
- 1989 : New Jack Swing
- 1992 : Ready or Not
- 1992 : Rump Shaker
- 1992 : Knock-N-Boots
- 1993 : Wreckx Shop
- 1993 : My Cutie
- 1996 : Top Billin'

### Featurings
- 1988 : Soulbeat 3''
- 1991 : Swingbeat
- 1992 : New Jack Swing Mastercuts Volume 1
- 1996 : Tha Show (bande originale du film À l'épreuve des balles)
- 1996 : New Jack Swing (Musiques de Grand Theft Auto: San Andreas)